# Hekla
A Hekla 1491 méter magas rétegvulkán, Izland legaktívabb vulkánja a szigetország déli részén. 874 óta több mint 20 kitörést jegyeztek fel a Heklán és környékén és ezek közül néhány rendkívül pusztító volt. A középkorban az izlandiak a „Pokol Kapuja” néven emlegették a Heklát.
A Hekla egy negyven kilométer hosszú vulkanikus vonulat része. Ennek legaktívabb, 5,5 kilométer hosszúságú szakasza maga a Hekla. A hegy messziről felfordult hajó képét mutatja. Gerince valójában kráterek sorozata, amelyek közül kettő a legaktívabb.
A Hekla nem csak furcsa alakú mint rétegvulkán, hanem abban is különleges, hogy az izlandi vulkánok többségétől eltérően nem bazaltot, hanem andezitet hány a felszínre és nagy kitörései folyamán többféle szilícium-dioxidos kőzetfajtát is produkált.
A vulkán legutóbb 2000. február 28-án tört ki. Dokumentált kitörései a következő években voltak: 2000, 1991, 1980, 1970, 1947, 1845, 1766, 1693, 1636, 1597, 1510, 1434, 1389, 1341, 1300, 1222, 1206, 1158, 1104.
A holocén egyik legnagyobb vulkánkitörése a Hekla Kr. e. 950-re datált kitörése lehetett, amely a becslések szerint 7,3 köbkilométernyi vulkanikus anyagot lökött az atmoszférába, és valószínűleg hozzájárult a Föld hőmérsékletének lehűléséhez a következő években.
Az Izlandi Meteorológiai Hivatal 2013. április 23-án „zöld”-ről „sárga” szintre emelte a légiközlekedés számára szóló riasztási szintet.

## Külső hivatkozások
- fotók
- Fotó a 2000. évi kitörésről
- Izland térképe
- Kitörés éjszakai fotója